# Тейлор, Элизабет
Дама Эли́забет Ро́узмонд Те́йлор (англ. Elizabeth Rosemond Taylor; 27 февраля 1932[…], Hampstead Garden Suburb, Большой Лондон — 23 марта 2011[…], Лос-Анджелес, Калифорния) — англо-американская актриса театра и кино, «королева Голливуда» периода его расцвета, трижды удостоенная премии «Оскар» (две — за лучшую женскую роль, одна — специальная). Первая актриса, чей гонорар за роль Клеопатры в фильме «Клеопатра», ставшим самым дорогим пеплумом Голливуда, составил миллион долларов.
К 1980-м годам карьера актрисы пошла на спад, и Тейлор занялась политической поддержкой своего шестого мужа — сенатора Джона Уорнера, а также была активисткой в борьбе против СПИДа. Дружила с Майклом Джексоном; так, её последняя свадьба с Лари Фортенски прошла в поместье Майкла «Неверлэнд».
На протяжении всей своей жизни личные дела Тейлор были предметом постоянного внимания средств массовой информации. Она была замужем восемь раз за семью мужчинами, страдала от серьёзных болезней и жила на вершине славы и богатства, позволившего ей собрать одну из самых дорогих частных коллекций ювелирных изделий (например, в её коллекции есть известная жемчужина Перегрина — подарок Бёртона). После многих лет болезни Тейлор умерла в 2011 году от застойной сердечной недостаточности в возрасте 79 лет.
В 1999 году Американский институт кино поставил её на седьмое место в списке величайших звезд в истории кино.

## Биография
Элизабет Тейлор родилась 27 февраля 1932 года в семье американских актёров, живших и работавших в Лондоне — ирландца Фрэнсиса Ленна Тейлора (28 декабря 1897 года — 20 ноября 1968 года) и Сары Виолы Вомбродт (сценический псевдоним Сара Созерн, 21 августа 1895 года — 11 сентября 1994 года). В 1939 году, с началом Второй мировой войны семья вернулась в США. У Элизабет был старший брат — Говард Тейлор (1929—2020). Родители актрисы воспитывали своих детей в духе заповедей «Христианской науки». Фрэнсис Тэйлор руководил художественной галереей своего родного дяди, мультимиллионера Говарда Янга (известного также аналогичной художественной галерей в Нью-Йорке).
Элизабет обладала редкой мутацией — двойным рядом ресниц, что придавало её взгляду дополнительную выразительность. Также у неё был редкий синий цвет глаз с лавандовым оттенком (хорошо заметным при определённом освещении), который во многих источниках некорректно именуют «фиалковым» или «фиолетовым». Из-за густоты ресниц и бровей во время кастингов режиссёры советовали маленькой девочке смыть макияж и очень удивлялись, что это её природные данные.
Уже в зрелом возрасте, в 1976 году Тейлор предложила себя в качестве заложницы в обмен на свободу заложников-евреев захваченного террористами в Энтеббе, Уганда, самолёта Air France. Данное предложение Тейлор сделала лично послу Израиля Симхе Диницу, от которого последний любезно отказался, тем не менее, при этом заметив: «Еврейский народ этого никогда не забудет».

## Карьера
В кино начала сниматься в 1942 году по инициативе своей матери, актрисы. Два года спустя запомнилась зрителям как юная всадница в семейной классической кинокартине «Национальный бархат».
В 1949 году сыграла первую «взрослую» роль — в фильме «Заговорщик» со своим другом Робертом Тейлором.
Поначалу критики относились весьма скептически к актёрским способностям юной красавицы, но участие Тейлор в драме «Место под солнцем» (1951) с Монтгомери Клифтом заставило их изменить своё мнение. В 1956 году снялась с Джеймсом Дином в культовой ленте «Гигант». Следующим шагом к славе были роли в экранизациях пьес Теннесси Уильямса «Кошка на раскалённой крыше» (1958) и «Внезапно, прошлым летом» (1959). К тому времени жёлтая пресса без устали обсуждала трагическую гибель третьего мужа Тейлор и прочие подробности её личной жизни.

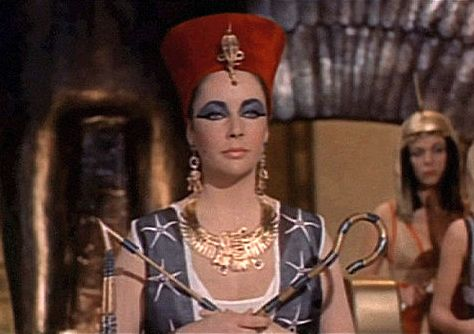
Тейлор в фильме «Клеопатра» (1963)

В 1961 году Тейлор получила лестное предложение исполнить роль Клеопатры в одноимённом историческом фильме за неслыханный по тем временам гонорар в миллион долларов. Именно она ввела в моду «глаза Клеопатры» с сильной чёрной подводкой. Фильм так и не окупился в прокате. На съёмочной площадке фильма вспыхнул бурный роман Тейлор с актёром, игравшим Марка Антония, — Ричардом Бёртоном. В 1964 году они поженились, развелись десять лет спустя, через год вновь связали себя узами брака и опять развелись через год. За это время они сыграли вдвоём в одиннадцати картинах. О перипетиях этих взаимоотношений в 2013 году был снят телевизионный фильм «Бёртон и Тейлор» (англ. «Burton and Taylor», реж. Ричард Лэкстон).
Для ключевой роли Марты в психологической драме «Кто боится Вирджинии Вулф?», принёсшей ей второго «Оскара», актриса набрала заметный вес и долгое время не могла остановить его увеличение после перевоплощения в образ. Достоянием общественности стали её проблемы с наркотиками и алкоголем. Фильмы с участием Тейлор всё реже окупались, и она была вынуждена в возрасте сорока пяти лет фактически завершить кинокарьеру, обратившись к театру. В 1976 году снялась в «Синей птице» — советско-американском музыкальном фильме-сказке по одноимённой пьесе Мориса Метерлинка. Последний раз на большом экране Тейлор появилась в 1994 году в кинокомедии «Флинтстоуны», где сыграла взбалмошную тёщу Фреда Пирл Слэгхупл.

## Здоровье и смерть

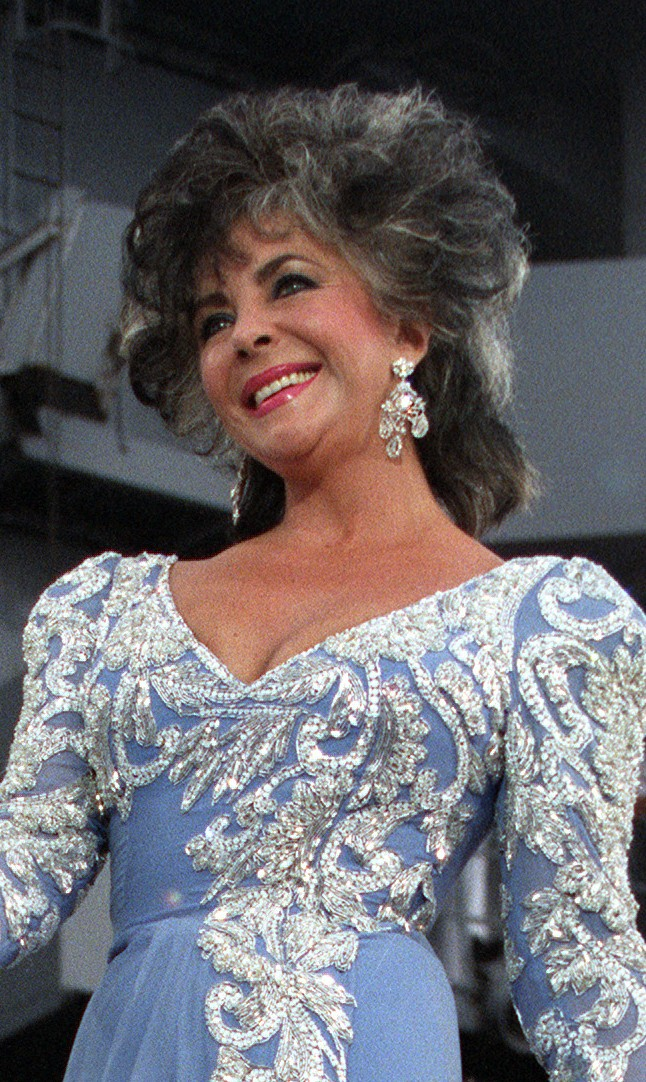
Элизабет Тейлор (1986)

Проблемы со здоровьем преследовали Тейлор многие годы. В 1997 году у неё была удалена опухоль головного мозга. До этого Тейлор попадала в больницу с болезнью легких, аритмией сердца. Ей также сделали операции по замене тазобедренных суставов обеих ног. В 2002 году она прошла курс лечения от рака кожи. В июне 2009 года после смерти Майкла Джексона, с которым Тейлор была дружна, она попала в больницу с сильнейшим стрессом. Также в 2009 году актриса перенесла операцию на сердце. Целью хирургического вмешательства была фиксация сердечного клапана с помощью установки специального микроустройства. 12 февраля 2011 года актриса была вновь госпитализирована с симптомами, похожими на клинические проявления сердечной недостаточности.
С 13 февраля 2011 года Элизабет находилась под постоянным клиническим наблюдением врачей. Несмотря на усилия врачей по спасению её жизни, 23 марта Тейлор умерла от сердечной недостаточности. Актрисе было 79 лет.
Элизабет Тейлор была похоронена 24 марта 2011 года на калифорнийском кладбище Форест-Лаун, известном как место упокоения многих голливудских звёзд, рядом с Майклом Джексоном, Кларком Гейблом и Уолтом Диснеем. Церемонию прощания с актрисой провёл раввин Джерри Катлер. По просьбе семьи актрисы в этот день кладбище было закрыто для посещений.

## Личная жизнь
Первый брак состоялся, когда Элизабет было 18 лет: она вышла замуж за светского повесу, наследника империи Hilton — Никки Хилтона.
Тейлор была матерью троих детей: сыновей Майкла Говарда Уайлдинга (род. 1953), Кристофера Эдварда Уайлдинга (род. 1955) — оба от брака с Майклом Уайлдингом — и дочери Элизабет Фрэнсис Тодд (род. 1957, от Майкла Тодда). В 1964 году она и Ричард Бёртон удочерили трёхлетнюю девочку из ФРГ Марию Бёртон (род. 1961).
Шестым мужем Элизабет Тейлор был сенатор Вирджинии Джон Уорнер (1927 — 2021) — они заключили брак в 1976 году и развелись в 1982 году.
Мужья и дети:
- 1 муж: Конрад (Никки) Хилтон-младший (в браке: 06.05.1950-29.01.1951, развод[22][23]).
- 2 муж: Майкл Уайлдинг (в браке: 21.02.1952-01.1957, развод).

Дети: Майкл Говард (1953) и Кристофер Эдвард (1955).
- 3 муж: Майкл Тодд (в браке: 02.1957-03.1958, смерть супруга).

Дети: Элизабет Френсис (1957).
- 4 муж: Эдди Фишер (в браке: 12.05.1959-03.1964, развод).
- 5 муж: Ричард Бёртон (в браке: март 1964 — июнь 1974; октябрь 1975—июль 1976, развод).

Дети: Мария (удочерена) (1961).
- 6 муж: Джон Уорнер (в браке: 12.1976—11.1982, развод).
- 7 муж: Ларри Фортенски (в браке: 10.1991—10.1996, развод).

В 1980-х годах Тейлор подружилась с Майклом Джексоном, вместе они организовали несколько благотворительных проектов. Созданный Тейлор благотворительный фонд пожертвовал более 120 миллионов долларов на борьбу со СПИДом.
В зрелом возрасте актриса перешла в иудаизм (её мужья Майкл Тодд и Эдди Фишер были евреями), взяв имя Элишева Рахель. Её наставником был раввин Макс Нуссбаум[значимость факта?].

### Драгоценности
Актриса очень любила драгоценности и даже посвятила им книгу под названием «Мой роман с драгоценностями» («My Love Affair with Jewelry»). Однажды на Валентинов день Ричард Бёртон преподнёс своей жене самую дорогую жемчужину в мире — Блуждающую. В своей книге Элизабет рассказывала, что жемчужина висела на тоненькой цепочке, и в один прекрасный миг она потерялась. Позже, в одиночку обыскав весь номер, она нашла жемчужину в зубах у своей собаки. Каким-то чудом на драгоценности не осталось царапин.

## Признание
- В 1963 году Энди Уорхол изобразил Элизабет Тейлор на картине «Лиз № 5». 12 мая 2011 года она была продана на аукционе Phillips de Pury в Нью-Йорке за $26,9 млн[26]. Ранее картина «Лиз № 5» уже выставлялась на аукционе в Нью-Йорке — в 2007 году её продали за $ 23,6 млн. 14 декабря 2011 года на аукционе, организованном Christie’s, был продан другой портрет Элизабет Тейлор работы Энди Уорхола за $662 000[27].
- В 1995 году был снят фильм о Элизабет Тейлор «Лиз: История Элизабет Тейлор» (англ. Liz: The Elizabeth Taylor Story), в главной роли Шерилин Фенн.
- В 1999 году Американский институт киноискусства поместил Элизабет Тейлор на седьмое место в списке величайших звёзд кино.
- Сообщалось о запланированных на 2011 год съёмках фильма-биографии по книге Сэма Кашнера и Нэнси Шонбергер «Яростная любовь: Элизабет Тэйлор, Ричард Бёртон и свадьба века»[28], в котором роль Элизабет Тейлор должна была исполнить Анджелина Джоли или Кэтрин Зета Джонс. Но 24 апреля 2012 года на роль была утверждена Линдси Лохан. Фильм вышел под названием «Лиз и Дик».

## Фильмография
| Год       |    | Русское название                   | Оригинальное название           | Роль                                                     |
| --------- | -- | ---------------------------------- | ------------------------------- | -------------------------------------------------------- |
| 1942      | ф  | Каждую минуту рождается человек    | There’s One Born Every Minute   | Глория Туайн                                             |
| 1943      | ф  | Лесси возвращается домой           | Lassie Come Home                | Присцилла                                                |
| 1943      | ф  | Джейн Эйр                          | Jane Eyre                       | Элен Бёрнс                                               |
| 1944      | ф  | Белые скалы Дувра                  | The White Cliffs of Dover       | Бетси                                                    |
| 1944      | ф  | Национальный бархат                | National Velvet                 | Вельвет Браун                                            |
| 1946      | ф  | Мужество Лесси                     | Courage of Lassie               | Кэтрин Элеанор Меррик                                    |
| 1947      | ф  | Жизнь с отцом                      | Life with Father                | Мэри Скиннер                                             |
| 1947      | ф  | Синтия                             | Cynthia                         | Синтия Бишоп                                             |
| 1948      | ф  | Свидание с Джуди                   | A Date with Judy                | Кэрол Прингл                                             |
| 1948      | ф  | Джулия плохо себя ведёт            | Julia Misbehaves                | Сюзан Пэкетт                                             |
| 1949      | ф  | Маленькие женщины                  | Little Women                    | Эми                                                      |
| 1949      | ф  | Конспиратор / Заговорщик           | Conspirator                     | Мелинда Грейтон                                          |
| 1950      | ф  | Большое похмелье                   | The Big Hangover                | Мэри Белни                                               |
| 1950      | ф  | Отец невесты                       | Father of the Bride             | Кэй Бэнкс                                                |
| 1951      | ф  | Маленький дивиденд отца            | Father’s Little Dividend        | Кэй Данстан                                              |
| 1951      | ф  | Место под солнцем                  | A Place in the Sun              | Анджела Викерс                                           |
| 1951      | ф  | Камо грядеши                       | Quo Vadis                       | христианская пленница на арене                           |
| 1952      | ф  | Любовь лучше, чем когда-либо       | Love Is Better Than Ever        | Анастасия (Стэйси) Мэкабой                               |
| 1952      | ф  | Айвенго                            | Ivanhoe                         | Ревекка                                                  |
| 1953      | ф  | Девушка, у которой было всё        | The Girl Who Had Everything     | Джин Латимер                                             |
| 1954      | ф  | Бо Браммелл                        | Beau Brummell                   | леди Патриция Белхэм                                     |
| 1954      | ф  | Последний раз, когда я видел Париж | The Last Time I Saw Paris       | Хелен Эллсуорт / Уиллис                                  |
| 1954      | ф  | Рапсодия                           | Rhapsody                        | Луиза Дюрант                                             |
| 1954      | ф  | Слоновья тропа                     | Elephant Walk                   | Рут Уайли                                                |
| 1956      | ф  | Гигант                             | Giant                           | Лесли Линнтон Бенедикт                                   |
| 1957      | ф  | Округ Рэйнтри                      | Raintree County                 | Сюзанна Дрейк                                            |
| 1958      | ф  | Кошка на раскалённой крыше         | Cat on a Hot Tin Roof           | «Кошка Мэгги»                                            |
| 1959      | ф  | Внезапно, прошлым летом            | Suddenly Last Summer            | Кэтрин Холли                                             |
| 1960      | ф  | Баттерфилд, 8                      | Butterfield 8                   | Глория Вэндроуз                                          |
| 1960      | ф  | Запах тайны                        | Scent of Mystery                | настоящая Салли                                          |
| 1963      | ф  | Клеопатра                          | Cleopatra                       | Клеопатра                                                |
| 1963      | ф  | Очень важные персоны               | The V.I.P.s                     | Фрэнсис Эндрос                                           |
| 1965      | ф  | Кулик                              | The Sandpiper                   | Лора Рейнольдс                                           |
| 1966      | ф  | Кто боится Вирджинии Вульф?        | Who’s Afraid of Virginia Woolf? | Марта                                                    |
| 1967      | ф  | Блики в золотом глазу              | Reflection in a Golden Eye      | Ленора Пендертон                                         |
| 1967      | ф  | Доктор Фауст                       | Doctor Faustus                  | Елена Троянская                                          |
| 1967      | ф  | Укрощение строптивой               | The Taming of the Shrew         | Катарина                                                 |
| 1967      | ф  | Комедианты                         | The Comedians                   | Марта Пинеда                                             |
| 1968      | ф  | Бум!                               | Boom                            | Флора «Сисси» Гофорт                                     |
| 1968      | ф  | Тайная церемония                   | Secret Ceremony                 | Ленора                                                   |
| 1969      | ф  | Тысяча дней Анны                   | Anne of the Thousand Days       | проститутка                                              |
| 1970      | ф  | Единственная забава в городке      | The Only Game in Town           | Фрэн Уолкер                                              |
| 1972      | ф  | Зи и компания                      | Zee and Co.                     | Зи Блэйкли                                               |
| 1972      | ф  | Под сенью млечного леса            | Under Milk Wood                 | Роузи Проберт                                            |
| 1972      | ф  | Хаммерсмит вышел на волю           | Hammersmith Is Out              | Джимми Джин Джексон                                      |
| 1973      | ф  | Бессонница                         | Night Watch                     | Эллен Уиллер                                             |
| 1973      | ф  | День покаяния                      | Ash Wednesday                   | Барбара Сойер                                            |
| 1973      | ф  | Его развод — её развод             | Divorce His, Divorce Hers       | Джейн Рейнольдс                                          |
| 1974      | ф  | Место водителя                     | Identikit                       | Лайз                                                     |
| 1976      | ф  | Победа в Энтеббе                   | Victory at Entebbe              | Эдра Вилонфски                                           |
| 1976      | ф  | Синяя птица                        | The Blue Bird                   | Фея / Мать / Ведьма                                      |
| 1977      | ф  | Маленькая серенада                 | A Little Light Music            | Десири Армфельдт                                         |
| 1978      | ф  | Разрыв помолвки                    | Return Engagement               | доктор Эмили Лумис                                       |
| 1979      | ф  | Зимнее убийство                    | Winter Kills                    | Лола Команте                                             |
| 1980      | ф  | Зеркало треснуло                   | The Mirror Crack'd              | Марина Радд                                              |
| 1981—1981 | с  | Главный госпиталь                  | General Hospital                | Хелена Кассадин (эпизодическая роль, не вышедшая в эфир) |
| 1983      | ф  | Между друзьями                     | Between Friends                 | Дебора Шапиро                                            |
| 1985      | тф | Происки в Стране чудес             | Malice in Wonderland            | Лауэлла Парсонс                                          |
| 1985      | тф | Север и Юг                         | North and South                 | мадам Конти                                              |
| 1986      | ф  | Там обязательно должен быть пони   | There Must Be a Pony            | Маргарита Сидней                                         |
| 1987      | ф  | Покер Алиса                        | Poker Alice                     | Алиса Моффит                                             |
| 1988      | ф  | Молодой Тосканини                  | Young Toscanini                 | Надина Булишофф                                          |
| 1989      | ф  | Сладкоголосая птица юности         | Sweet Bird of Youth             | Александра Дель Лаго                                     |
| 1994      | ф  | Флинтстоуны                        | The Flintstones                 | Пирл Слэгхупл                                            |
| 2001      | тф | Старые клячи по-американски        | These Old Broads                | Бэрил Мэйсон                                             |